# Обмачівське (заказник)
Обмачівський — гідрологічний заказник місцевого значення в Україні. Розташований у межах Бахмацького району Чернігівської області, біля села Обмачів.
Площа — 210 га. Статус присвоєно згідно з рішеннями Чернігівського облвиконкому від 27.12.1984 р. № 454. Перебуває у віданні Обмачівської сільської ради.
Охороняється осокове низинне болото, де зростають осока гостра, осока омська, лепешняк великий, та низка видів лучно-болотного і болотного різнотрав'я. Заказник розташований у заплаві річки Сейм та має важливе значення як регулятор водного режиму території.

## Галерея

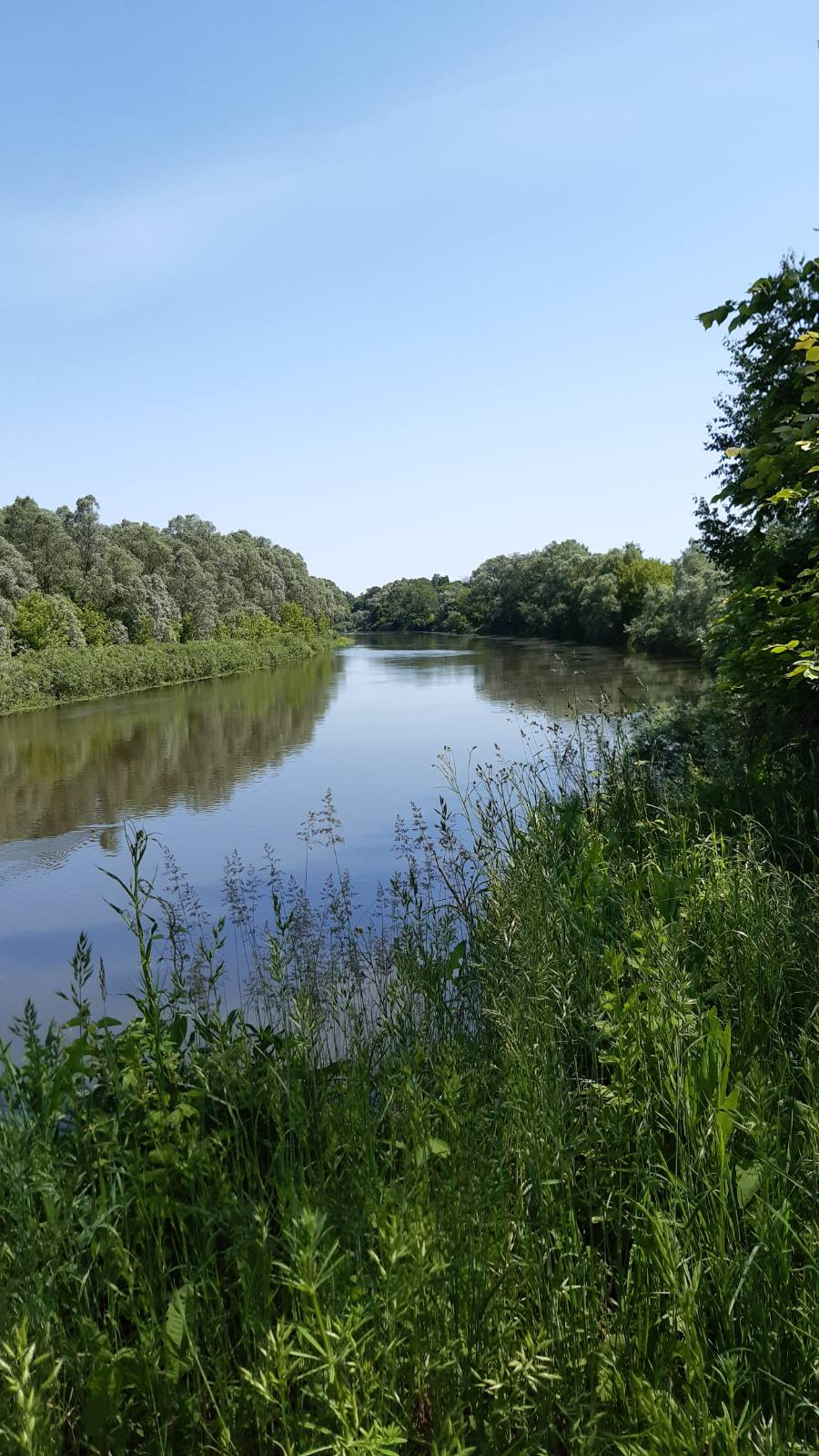
Заказник у липні 2020
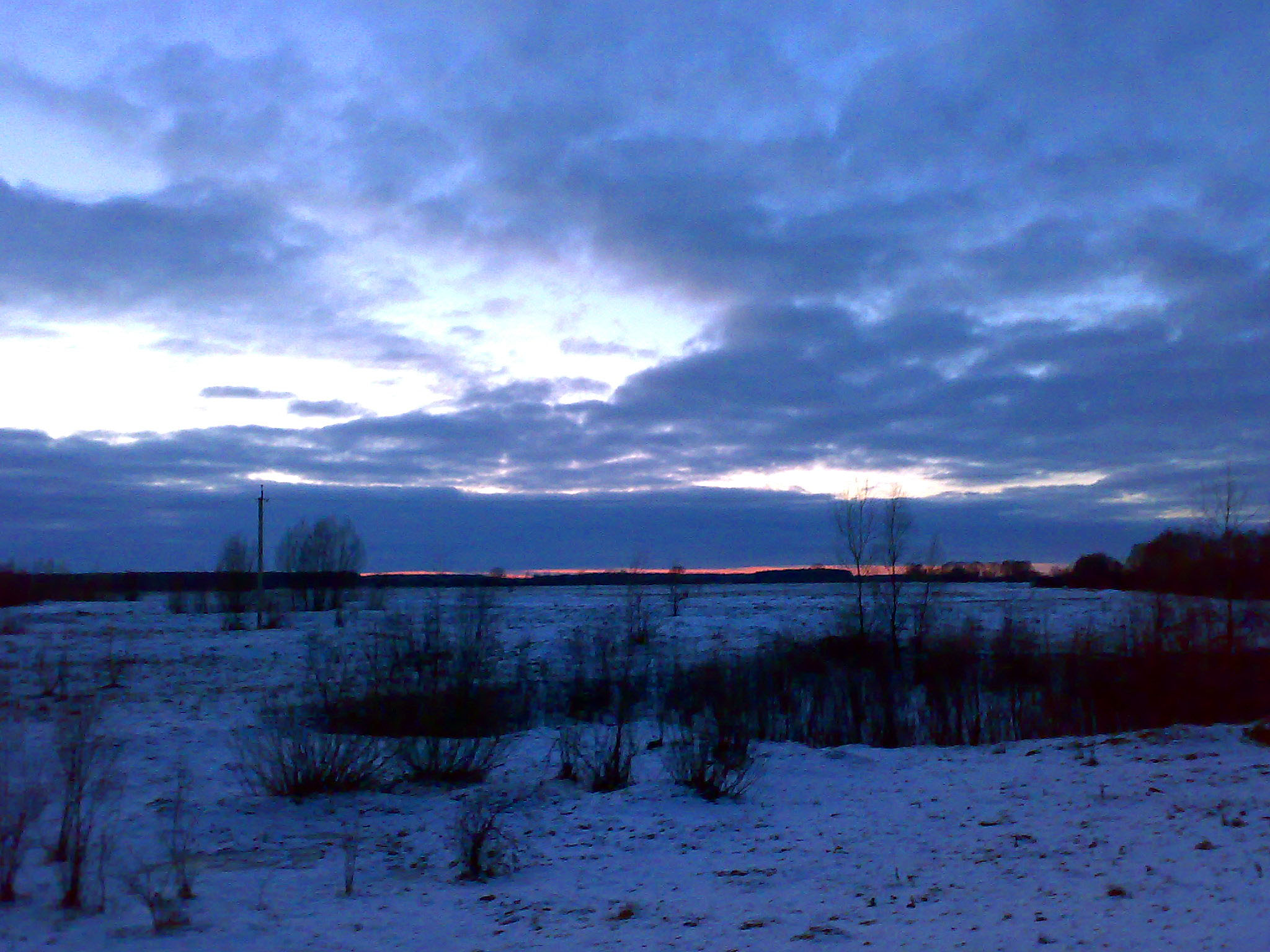
Зима в Обмачівському
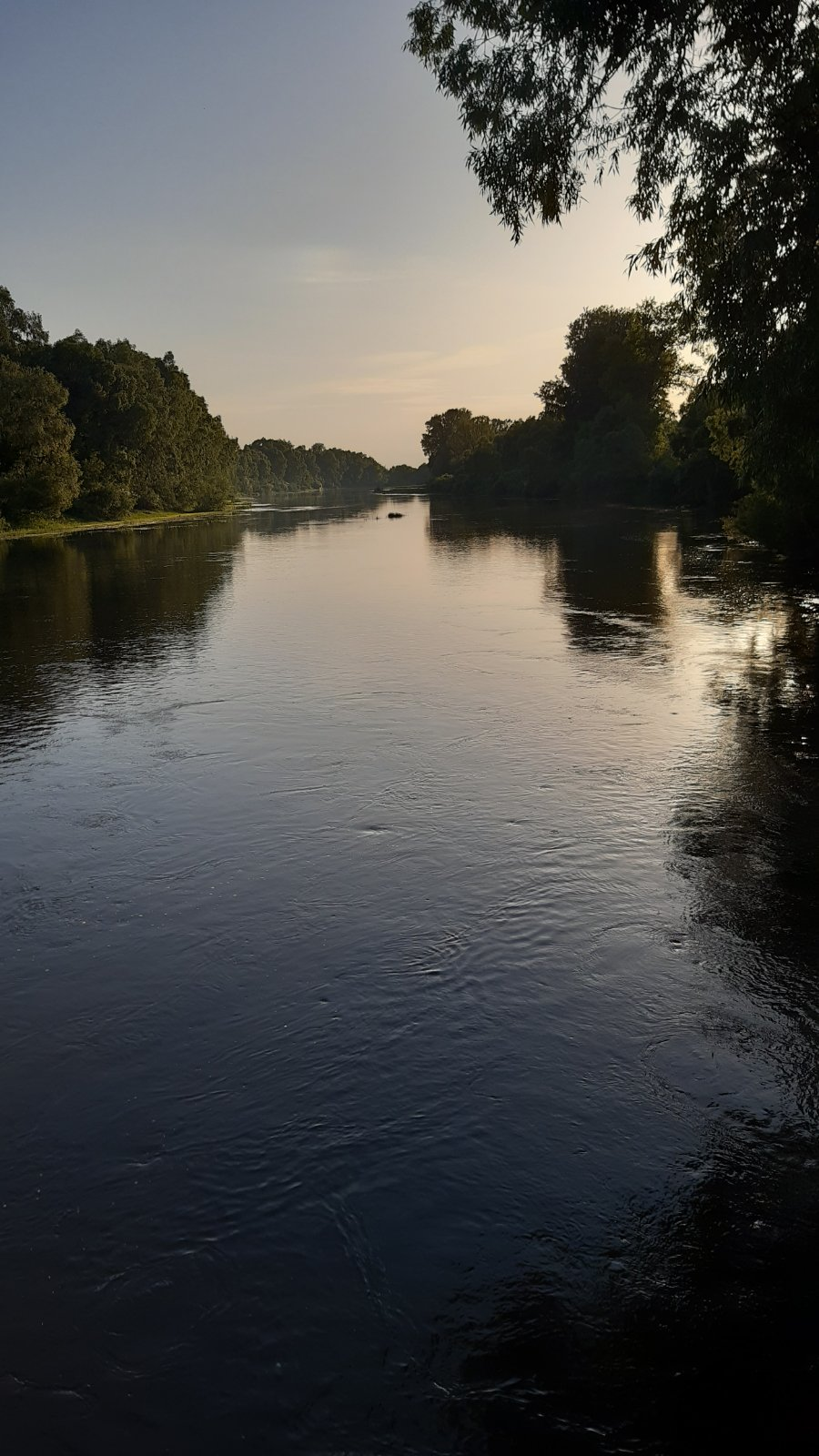
Літній вечір